# Gymnura zonura
Gymnura zonura är en rockeart som först beskrevs av Pieter Bleeker 1852.  Gymnura zonura ingår i släktet Gymnura och familjen Gymnuridae. IUCN kategoriserar arten globalt som sårbar. Inga underarter finns listade i Catalogue of Life.